# Łukasz Krawczuk
Łukasz Krawczuk (15 giugno 1989) è un velocista polacco.

## Palmarès
| Anno | Manifestazione   | Sede           | Evento          | Risultato  | Prestazione | Note                                     |
| ---- | ---------------- | -------------- | --------------- | ---------- | ----------- | ---------------------------------------- |
| 2009 | Europei under 23 | Kaunas         | 4x400 m         | Oro        | 3'03"74     |                                          |
| 2011 | Europei indoor   | Parigi         | 4×400 m         | 5º         | 3'09"31     |                                          |
| 2011 | Europei under 23 | Ostrava        | 400 m piani     | Batteria   | 47"26       |                                          |
| 2011 | Europei under 23 | Ostrava        | 4x400 m         | Argento    | 3'03"62     |                                          |
| 2012 | Mondiali indoor  | Istanbul       | 4×400 m         | 6º         | 3'11"86     |                                          |
| 2013 | Mondiali         | Mosca          | 4×400 m         | Batteria   | 3'01"73     |                                          |
| 2014 | Mondiali indoor  | Sopot          | 4×400 m         | 4º         | 3'04"39     |                                          |
| 2014 | World Relays     | Nassau         | 4x400 m         | Batteria   | 3'05"16     |                                          |
| 2014 | Europei          | Zurigo         | 400 m piani     | Semifinale | 46"24       |                                          |
| 2014 | Europei          | Zurigo         | 4×400 m         | Argento    | 2'59"85     |                                          |
| 2015 | Europei indoor   | Praga          | 400 m piani     | 4º         | 46"31       | Miglior prestazione personale            |
| 2015 | Europei indoor   | Praga          | 4×400 m         | Argento    | 3'02"97     | Record nazionale                         |
| 2015 | World Relays     | Nassau         | 4x400 m         | 9º         | 3'05"13     |                                          |
| 2015 | World Relays     | Nassau         | Staffetta mista | 4º         | 9'24"07     |                                          |
| 2015 | Mondiali         | Pechino        | 4×400 m         | Batteria   | 3'00"72     |                                          |
| 2016 | Europei          | Amsterdam      | 400 m piani     | Semifinale | 45"86       | Miglior prestazione personale stagionale |
| 2016 | Europei          | Amsterdam      | 4×400 m         | Argento    | 3'01"18     |                                          |
| 2016 | Olimpiadi        | Rio de Janeiro | 4×400 m         | 7º         | 3'00"50     |                                          |
| 2017 | Europei indoor   | Belgrado       | 4×400 m         | Oro        | 3'06"99     |                                          |
| 2017 | World Relays     | Nassau         | 4x400 m         | 11º        | 3'07"89     |                                          |
| 2017 | Mondiali         | Londra         | 4×400 m         | 7º         | 3'01"59     |                                          |
| 2018 | Mondiali indoor  | Birmingham     | 4×400 m         | Oro        | 3'01"77     | Record mondiale                          |
| 2018 | Europei          | Berlino        | 400 m piani     | Semifinale | 45"78       | Miglior prestazione personale stagionale |
| 2018 | Europei          | Berlino        | 4×400 m         | 5º         | 3'02"27     |                                          |

## Altre competizioni internazionali
2019
- Campionati europei a squadre di atletica leggera ( Bydgoszcz)